# Pinselschimmel
Pinselschimmel (Penicillium) (lateinisch penicillus ‚Pinsel‘) ist eine Gattung von Schlauchpilzen aus der Familie der Aspergillaceae. Die Pilze werden als Pinselschimmel bezeichnet, weil ihre Konidienträger mitsamt den Konidien wie Pinsel aussehen. Arten dieser Gattung haben bei der Erzeugung sowohl von Penicillin als auch von Lebensmitteln wie Schimmelkäse eine Bedeutung.

## Merkmale
Der Thallus, das Myzel der Pinselschimmel, besteht aus einem stark verzweigten Netz von vielkernigen und durch Septen unterteilten und meist farblosen Hyphen. Auf diesem Hyphenmyzel bilden sich die typischen mehrfach verzweigten Konidienträger mit den einzeln abgeschnürten Konidiosporen, die die Hauptverbreitungsform der Pilze darstellen und meistens grün gefärbt sind.
Über eine sexuelle Fortpflanzung bilden die Pilze zudem arttypische Fruchtkörper, die die Ascosporen enthalten. Dabei beginnt der Prozess der sexuellen Fortpflanzung mit dem Umschlingen eines Ascogoniums und eines Antheridiums, bei dem der Austausch der Zellkerne stattfindet. Danach bilden sich durch die Verknüpfung von Hyphen die Fruchtkörper mit den regellos verteilten Asci. Jeder Ascus enthält acht einzellige Ascosporen.

## Lebensweise

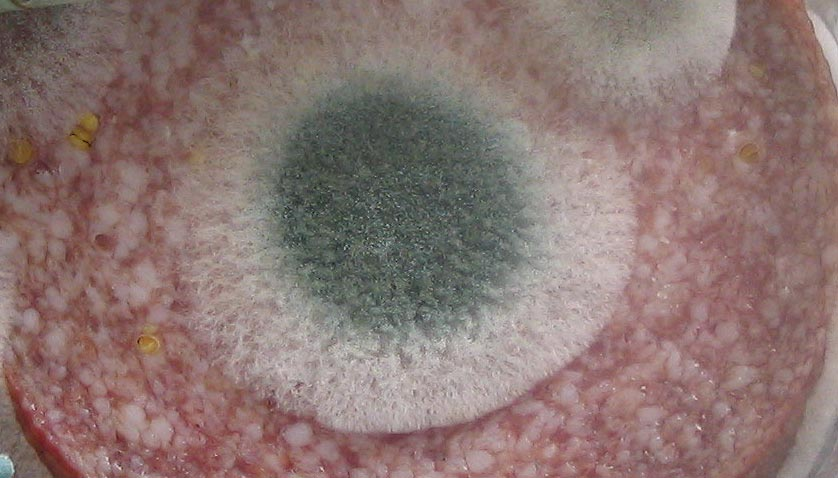
Penicillium spec. auf Wurst

Pinselschimmel leben vor allem in den kühlen und gemäßigten Klimazonen als weit verbreitete Bodenpilze und sind entsprechend beinah überall vorhanden, wo organisches Material zum Abbau anfällt. Die Saprophyten unter den Pinselschimmeln und den Gießkannenschimmeln Aspergillus-Arten gehören zu den bekanntesten Vertretern der Eurotiales und leben vor allem auf organischen, abbaubaren Substanzen. Sie stellen die klassischen Schimmelpilze dar und gehören zu den wichtigsten Lebensmittelverderbern. Viele Arten sondern Mykotoxine ab, die hochgiftig sind.

## Wirtschaftliche Bedeutung
Eine Reihe von Pinselschimmeln spielt eine zentrale Rolle bei der Herstellung von Käse sowie von verschiedenen Fleischprodukten. So dienen beispielsweise Penicillium camemberti und Penicillium roqueforti als Edelschimmel bei der Herstellung von Camembert, Brie, Roquefort und vielen anderen Käsesorten. Bei der Rohwurst- und Schinkenherstellung kommen Pilze wie Penicillium nalgiovense zum Einsatz, die zum einen den Geschmack verbessern und zum anderen die Haltbarkeit erhöhen, indem sie die Besiedelung mit anderen Pilzarten verhindern.
Neben den Arten, die in der Ernährungsindustrie eingesetzten werden, sind Pinselschimmel neben den Gießkannenschimmeln (Aspergillus) auch eine Quelle für die biotechnologische Produktion von Enzymen wie Pektinasen, Lipasen, Amylasen, Cellulasen und Proteasen. Außerdem werden sie eingesetzt, um organische Säuren, vor allem Zitronen-, Glucon- und Weinsäure zu produzieren. Hinzu kommt die Gewinnung von Antibiotika, unter denen besonders das Penicillin und das Griseofulvin eine wirtschaftliche Rolle spielen.

## Arten (Auswahl)
Die folgende Liste stellt einige relevante Arten der Gattung Penicillium vor:
- Penicillium aurantiogriseum
- Penicillium brevicompactum

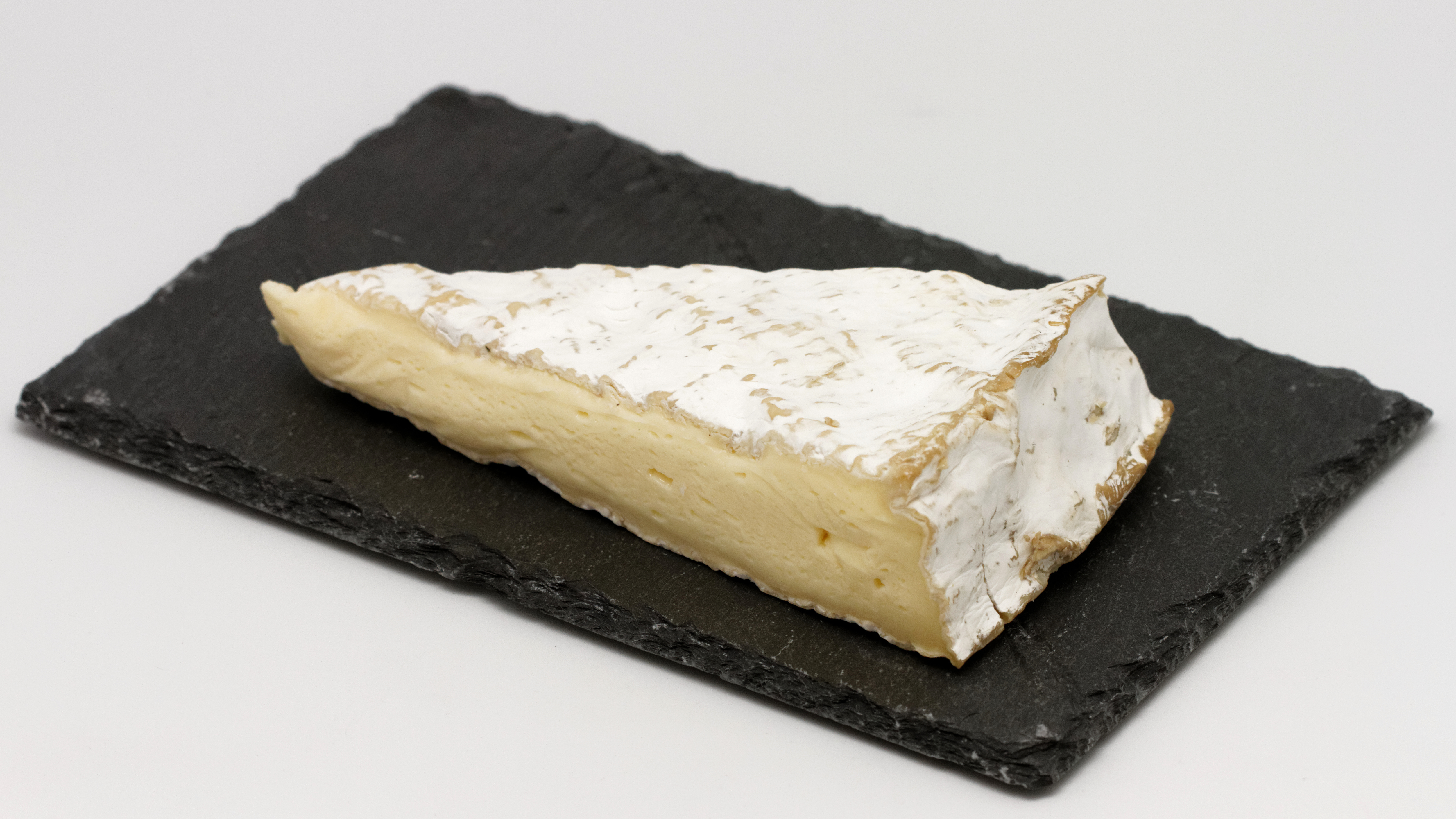
Brie, veredelt mit Penicillium camemberti

- Penicillium camemberti; wird verwendet als Edelschimmel bei der Käseherstellung.
- Penicillium digitatum
- Penicillium chrysogenum (Syn.: Penicillium notatum); wird zur Herstellung des Antioxidants Erythrobinsäure sowie des Antibiotikums Penicillin genutzt.
- Penicillium citrinum; hieraus wurde Compactin isoliert, das erste Statin
- Penicillium commune
- Penicillium corylophilum
- Penicillium crustosum
- Penicillium cyclopium
- Penicillium expansum; sehr potenter Abbaupilz, der mit Hilfe von verschiedenen Enzymen und Säuren auch Leder, Farben und Mineralien zersetzen kann, Braunfäuleerreger.
- Penicillium funiculosum
- Penicillium glabrum
- Penicillium glaucum; wird verwendet als Edelschimmel bei der Käseherstellung.
- Penicillium griseofulvum; wird zur Herstellung des Antimykotikums Griseofulvin genutzt.
- Penicillium italicum
- Penicillium marneffei
- Penicillium nalgiovense; wird verwendet als Inokulationsmittel bei der Rohwurst- und Schinkenherstellung.
- Penicillium nordicum
- Penicillium palitans
- Penicillium purpurrescens
- Penicillium purpurogenum
- Penicillium olsonii
- Penicillium roqueforti; wird verwendet als Edelschimmel bei der Käseherstellung.
- Penicillium variabile
- Penicillium viridicatum
- Penicillium verrucosum; Feld- und Lagerschädling mit hoher Produktion giftiger Mykotoxine, vor allem Ochratoxin und Citrinin.